# Janne Carlsson
Jan Edvard Carlsson, detto Janne Loffe (Stoccolma, 12 marzo 1937 – Kristianstad, 31 agosto 2017), è stato un attore e musicista svedese.

## Biografia
Nato a Stoccolma, era figlio del sollevatore di pesi Erik Carlsson, che ha partecipato alle Olimpiadi 1920.
Come attore è conosciuto soprattutto per alcuni ruoli nelle commedie svedesi degli anni '70 e '80. Come musicista è stato tra l'altro batterista del duo Hansson & Karlsson, di cui faceva parte anche Bo Hansson. Il duo, attivo verso la fine degli anni '60, proponeva musica jazz fusion e rock strumentale.
Si è spento nel 2017 all'età di 80 anni a causa di un tumore del fegato.

## Filmografia parziale
- Repmånad eller Hur man gör pojkar av män, regia di Lasse Åberg (1979)
- Göta kanal eller Vem drog ur proppen?, regia di Hans Iveberg (1981)
- Svindlande affärer, registi vari (1985)
- Persona non grata, regia di Mats Arehn (2008)
- Rallybrudar, regia di Lena Koppel (2008)